# Кутелев, Александр Иванович
Александр Иванович Кутелев (Кутелёв) (1931 — неизвестно) — советский хоккеист, нападающий.

## Биография
Играл за команды ВВС-2 Москва (Кубок СССР 1951/52), «Химик» Москва — Воскресенск (19855/56 — 1957/58), «Красное знамя» Рязань (1958/59), «Труд» Раменское (1958/59 — 1960/61), «Красный Октябрь» Москва (1960/61), «Химик» Щёлково (1962/63).
По словам хоккеиста Николая Родина, страсть к пагубным привычкам рано увела [его] из жизни….